# Jan Gillberg
Jan Erik Gillberg, född 7 juli 1935 i Stockholm, död 18 juni 2023 i Gränna distrikt, var en svensk publicist och utgivare av tidskriften DSM (Debatt, Sanningssökande, Mediakritik).
Gillberg blev 1956 fil. kand. i nationalekonomi, statskunskap, ekonomisk historia, praktisk filosofi och psykologi vid Stockholms högskola.
Han var ordförande för Högerns ungdomsdistrikt i Stockholm samt tal- och motionsskrivare åt det av Jarl Hjalmarson ledda Högerpartiet. I riksdagsvalet 1964 ställde Gillberg upp med särskild lista för Högerpartiet och fick 13 000 röster, vilket var 130 för få för att vinna en plats. Gillberg myntade 1968 begreppet medievänstern vid ett opinionsmöte i Konserthuset i Stockholm.[källa behövs] Han var först i västvärlden att på det egna förlaget FAS 1969 ge ut den sovjetiske dissidenten Andrej Sacharovs manifest. 
Gillberg var även VD för Sveriges Marknadsförbund samt sekreterare vid både Industrins utredningsinstitut (IUI) och Riksdagens bancoutskott. Han var initiativtagare till "Utredningsbyrån", som senare kom att utvecklas till Timbro, och han grundade även Sveriges Aktiesparares Riksförbund (SARF), idag känt som Aktiespararna. Han tog också initiativ till och grundade reklamflygbolaget Aero Marketing AB. Dessutom var han utgivare av tidskriften Origo, där flera välkända svenska skribenter och politiker, bland andra Per Ahlmark, regelbundet medverkade.